# Gmina Ølstykke
Gmina Ølstykke (duń. Ølstykke Kommune) – istniejąca w latach 1970–2006 gmina w Danii w okręgu Frederiksborg Amt. Siedzibą władz gminy było Ølstykke. Gmina Ølstykke została utworzona 1 kwietnia 1970 na mocy reformy podziału administracyjnego Danii. Po kolejnej reformie administracyjnej w roku 2007 weszła w skład nowej gminy Egedal.

## Dane liczbowe
- Liczba ludności: (♀ 7715 + ♂ 7643) = 15 358
  - wiek 0–6: 11,4%
  - wiek 7–16: 14,6%
  - wiek 17–66: 67,0%
  - wiek 67+: 7,1%
- zagęszczenie ludności: 529,6 osób/km² (2004)
- bezrobocie: 2,7% osób w wieku 17–66 lat
- cudzoziemcy z UE, Skandynawii i USA: 96 na 10 000 osób
- cudzoziemcy z krajów Trzeciego Świata: 221 na 10 000 osób
- liczba szkół podstawowych: 5 (liczba klas: 106)